# Hiszam Ibn Al-Kalbi
Hiszam Ibn Al-Kalbi, pełne imię Hiszam ibn Muhammad Ibn as-Sa'ib al-Kalbi هشام بن محمد بن السائب الكلبي (zm. ok. 819), historyk arabski. 
Ibn al-Kalbi urodził się w Kufie, ale większość życia spędził w Bagdadzie. Podobnie jak ojciec, na którego autorytecie w dużej mierze się opierał, zbierał informacje o genealogii (ansab انساب) i historii (ajjam ايام) starożytnych Arabów. Fihrist Ibn an-Nadima (X w.) podaje, że napisał około 140 prac. Jego dzieła zachowały się do naszych czasów głównie w formie cytatów w pracach autorów późniejszych, np. w antologii Kitab al-Aghani Al-Isfahaniego. Za najcenniejsze zachowane dzieło Ibn al-Kalbiego uchodzi "Kitab al-asnam" كتاب الاصنام (arab. 'Księga idoli'), traktujące o wierzeniach Arabów przed islamem. Oprócz ustnych tradycji arabskich czerpał ze źródeł biblijnych oraz palmyreńskich. Jego drugie znane dzieło, "Dżamharat an-nasab" جمهرة النسب (Obfitość genealogii) zostało przełożone na niemiecki przez W. Caskela pt. "Das genealogische Werk des Hisam Ibn Muhammad al Kalbi" w 1966.[1]